# Phintella platnicki
Espèce
Phintella platnicki est une espèce d'araignées aranéomorphes de la famille des Salticidae.

## Distribution
Cette espèce est endémique dInde. Elle se rencontre au Tamil Nadu, au Kerala et au Karnāṭaka.

## Description
Le mâle holotype mesure 5,32 mm.
La femelle décrite par Sudhin, Caleb et Sen en 2024 mesure 5,64 mm.

## Systématique et taxinomie
Cette espèce a été décrite par Sudhin, Sen et Caleb en 2023.

## Étymologie
Cette espèce est nommée en l'honneur de Norman I. Platnick.

## Publication originale
- Sudhin, Sen & Caleb, 2023 : « New species and records in the genus Phintella Strand, 1906 (Araneae: Salticidae: Chrysillini) from India. » Arthropoda Selecta, vol. 32, no 1, p. 80-88.